# Dutch Open Poker Series
De Dutch Open Poker Series is een jaarlijkse pokertoernooiserie die wordt georganiseerd door Holland Casino. Het hoofdtoernooi geldt als het officieuze Nederlands kampioenschap poker en is daarom een prestigieus evenement.

## Geschiedenis
In 2005 werd door Holland Casino de Holland Casino Pokerkampioenschappen georganiseerd. Het doel van dit evenement was om poker te populariseren en de doelgroep van 25 tot 35 jaar, de laagfrequente casinobezoekers, te bereiken.
De buy-in van het toernooi bedroeg 100 + 10 euro, waarbij het mogelijk was om rebuys te doen voor 100 euro. Er werden voorrondes gehouden in verschillende vestigingen van het Holland Casino met een finale die in Holland Casino Amsterdam plaatsvond. Marcel Lüske had zich voor deze eindronde gekwalificeerd en was favoriet voor de titel, maar moest verstek laten gaan wegens verplichtingen in het buitenland. Uiteindelijk won Rolf Slotboom de hoofdprijs van 16.274 euro en gratis deelname aan de Master Classics Of Poker ter waarde van 5.000 euro; Martijn Nossent werd tweede.
In 2007 werd het toernooi hernoemd tot de “Dutch Open”.
Vanaf 2008 veranderde het toernooi van rebuy naar freeze-out. De buy-in ging in de jaren daarna stapsgewijs omhoog, naar een Main Event van EUR 1.500 (+ fees). Dat inkoopbedrag werd gehanteerd tot de editie van 2022, daarna ging de buy-in weer iets naar beneden.
Tot en met 2011 bestond de Dutch Open slechts uit één toernooi. Vanaf 2012 heeft Holland Casino de Dutch Open uitgebreid tot een volledige toernooiserie met enkele side events.
In de jaren 2011-2016 gold een restrictie voor deelname. Zo konden alleen pokerspelers meedoen die zich hadden gekwalificeerd via kwalificatietoernooien, spelers die een bepaalde plaats op een ranglijst hadden verworven of oud-winnaars meedoen. Vanaf 2017 werd de Dutch Open weer een open toernooi.
Sinds 2015 wordt de Dutch Open gespeeld in het Holland Casino Breda.

## Winnaars Dutch Open[3]
| #  | Jaar | Toernooi                            | Locatie                             | Deelnemers                          | Winnaar                             | Prijs                               | Uitslag                             |
| -- | ---- | ----------------------------------- | ----------------------------------- | ----------------------------------- | ----------------------------------- | ----------------------------------- | ----------------------------------- |
| 1  | 2005 | € 100 + 10 Rebuy                    | Holland Casino Amsterdam            | 18 (finale)                         | Rolf Slotboom                       | € 16.274                            |                                     |
| 2  | 2006 | € 100 + 10 Rebuy                    | Holland Casino Amsterdam            | 36 (finale)                         | Steven ten Cate                     | € 36.101                            |                                     |
| 3  | 2007 | € 100 + 10 Rebuy                    | Holland Casino Scheveningen         | 39 (finale)                         | Peter Dalhuijsen                    | € 31.374                            |                                     |
| 4  | 2008 | € 500 + 50                          | Holland Casino Breda                | 157                                 | Giele Reitz                         | € 26.690                            |                                     |
| 5  | 2009 | € 1.000 + 50                        | Holland Casino Rotterdam            | 200                                 | Stieven Razab-Sekh                  | € 68.000                            |                                     |
| 6  | 2010 | € 1.000 + 50                        | Holland Casino Rotterdam            | 200                                 | Lex Veldhuis                        | € 55.000                            |                                     |
| 7  | 2011 | € 1.500 + 90                        | Holland Casino Rotterdam            | 113                                 | Ron Stoffers                        | € 48.308                            |                                     |
| 8  | 2012 | € 1.500 + 150                       | Holland Casino Rotterdam            | 108                                 | Olaf de Zeeuw                       | € 45.315                            |                                     |
| 9  | 2013 | € 1.500 + 90                        | Holland Casino Rotterdam            | 108                                 | Zeus Post                           | € 46.085                            |                                     |
| 10 | 2014 | € 1.500 + 90                        | Holland Casino Utrecht              | 135                                 | Marciano Yvel                       | € 55.566                            |                                     |
| 11 | 2015 | € 1.500 + 90                        | Holland Casino Breda                | 117                                 | Stephan van Haasteren               | € 49.017                            |                                     |
| 12 | 2016 | € 1.500 + 90                        | Holland Casino Breda                | 112                                 | Dan Carter                          | € 41.111                            |                                     |
| 13 | 2017 | € 1.500 + 90                        | Holland Casino Breda                | 117                                 | Leonard Maue                        | € 42.757                            |                                     |
| 14 | 2018 | € 1.500 + 90                        | Holland Casino Breda                | 130                                 | Antoine Vranken                     | € 47.259                            |                                     |
| 15 | 2019 | € 1.500 + 90                        | Holland Casino Breda                | 146                                 | Luwendry Martis                     | € 50.822                            |                                     |
|    | 2020 | Geen toernooi i.v.m. coronapandemie | Geen toernooi i.v.m. coronapandemie | Geen toernooi i.v.m. coronapandemie | Geen toernooi i.v.m. coronapandemie | Geen toernooi i.v.m. coronapandemie | Geen toernooi i.v.m. coronapandemie |
|    | 2021 | Geen toernooi i.v.m. coronapandemie | Geen toernooi i.v.m. coronapandemie | Geen toernooi i.v.m. coronapandemie | Geen toernooi i.v.m. coronapandemie | Geen toernooi i.v.m. coronapandemie | Geen toernooi i.v.m. coronapandemie |
| 16 | 2022 | € 1.500 + 90                        | Holland Casino Breda                | 148                                 | Ferry Ikink                         | € 52.715                            |                                     |
| 17 | 2023 | € 1.000 + 100                       | Holland Casino Breda                | 262                                 | Aj Niazi                            | € 52.687                            |                                     |